# 弓茎悬钩子
弓茎悬钩子（学名：Rubus flosculosus）为蔷薇科悬钩子属下的一个种。

## 扩展阅读
- 維基物種上的相關：弓茎悬钩子